# 橋本真吉
橋本 真吉（はしもと しんきち、1901年2月22日 - 1984年2月9日）は、日本の経営者。日立建機社長、会長を務めた。三重県上野市出身。

## 経歴・人物
1925年に京都帝国大学工学部を卒業し、同年に日立製作所に入社。1965年3月から1970年11月までに副社長を務めた。1969年12月には日立建機社長に就任。1974年5月に会長に就任し、1975年5月には相談役に就任。
1963年に藍綬褒章を受章し、1971年4月に勲三等旭日中綬章を受章
1984年2月9日肺炎のために死去。82歳没。